# Idrætsdemonstration
|  | Denne artikel er oprettet af botten Steenthbot ud fra en ekstern database. Den kan derfor have sproglige fejl eller mangler. Denne skabelon kan fjernes efter kontrol af indholdet. |

Idrætsdemonstration er en dansk dokumentarisk optagelse fra 1948.

## Handling
Dansk Idræts-Forbunds demonstration til Christiansborg Slotsplads.

Danske Spil (Dansk Tipstjeneste) blev stiftet i 1948 efter en forudgående debat i Folketinget om farerne ved at lade pengene få større indflydelse i sporten og om det betimelige i at tilskynde befolkningen til at søge lykken ved spil på sportsresultater. En vigtig brik i spillet om den nye lov var en idrætsdemonstration, hvor 20.000 idrætsfolk demonstrerede til fordel for tipsloven foran Christiansborg. Tipsloven havde først og fremmest til formål at kanalisere penge til idrætten ved hjælp af spil på fodboldresultater, og idrættens hovedorganisationer er den dag i dag fortsat mindretalsaktionærer og repræsenterede i bestyrelsen i det statsejede Danske Spil A/S (Kilde: www.kum.dk).
I 1993 tog Dansk Idræts-Forbund navneforandring til Danmarks Idræts-Forbund. I 2013 ændrede man igen lidt ved navnet, så det nu staves uden bindestreg, og forkortelsen DIF er det primære navn (Kilde: www.dif.dk).